# Классика Альмерии 2025
40-й выпуск  Классика Альмерии — шоссейной однодневной велогонки по дорогам Испании. Гонка прошла 16 февраля 2025 года в рамках ПроСерии UCI 2025 (категория 1.Pro). Победу одержал бельгийский велогонщик Милан Фретин.

## Участники
В гонке приняли участие 19 команд: 6 категории UCI WorldTeam, 11 UCI ProTeams и 1 UCI Continental Team.
| UCI WorldTeams (6)- Intermarché-Wanty - Cofidis - Arkéa-B&B Hotels - Movistar Team - Team Jayco AlUla - XDS Astana Team UCI ProTeams (11)- Q36.5 Pro Cycling Team - Tudor Pro Cycling Team - Lotto - Team TotalEnergies - Euskaltel-Euskadi - Burgos-Burpellet-BH - Caja Rural-Seguros RGA - Team Polti VisitMalta - Equipo Kern Pharma - Team Flanders-Baloise - VF Group-Bardiani CSF-Faizanè UCI Continental Team- Illes Balears Arabay |
| |

## Маршрут
Трасса снова прошла между Пуэбла-де-Викар и Рокетас-де-Мар, финишировав на отметке 189,1 километров. Маршрут был достаточно простым, хотя и не совсем равнинным. Однако последний подъём располагался примерно в 50 километрах от финиша, что позволило спринтерам бросить вызов прошлогоднему победителю Олаву Койю, после трёх кругов по городским улицам. Это дало им возможность лучше изучить финишную черту и подготовиться к решающему рывку.

## Ход гонки
Альмерийская классика началась с обычной игры между отрывом и пелотоном. С первых километров гонщики стремились занять заметное место. Унаи Эспарса, Хоан Гамунди, Самуэль Фернандес и бельгиец Аарон Ван Пуке пытались пройти в первый отрыв, хотя их приключение длилось всего два километра. Вскоре после этого группе из шести гонщиков удалось объединиться, в которую вошли заметные представители Illes Balears Arabay Cycling. В отрыв вошли Эдгар Курто, Жоан Риера, Ибау Азанза, итальянец Лука Палетти и бельгиец Виктор Веркуйи. По ходу гонки разница между беглецами и пелотоном быстро увеличивалась, достигнув 2 минут и 52 секунд до восхождения на Альто-де-Селин. В этот момент Палетти перешел первым, за ним последовали два гонщика с Illes Balears Arabay Cycling — с Майорки Гамунди и каталонец Курто. Тем временем ветер усложнял гонку, заставляя прилагать дополнительные усилия как беглецов, так и преследующую группу. В промежуточном спринте Лас-Нориас-де-Даса Палетти, Курто и Риера набрали очки и укрепили свои позиции в отрыве, в то время как пелотон сохранял контроль над ситуацией. Команды-фавориты начали реагировать во второй части теста. Tudor Pro Cycling Team и Q.36_5 увеличили темп с намерением, чтобы их спринтеры, такие как Дайнезе и Москетти, пришли к финишу группами. В Адре Курто прибавил в промежуточном спринте и занял первое место в специальной классификации, в то время как Палетти и Гамунди боролись за общий зачет. Отрыв претерпел изменения, когда Риера и Веркуйи попытались атаковать в одиночку, хотя вскоре после этого они были нейтрализованы. Пелотон в стабильном темпе начал сокращать отставание от лидера гонки. По прибытии в Альмеримар, до которого оставалось пройти 73 километра, отрыв составлял около минуты, но погоня усилилась. Q36.5, Lotto и Tudor Pro Cycling Team возглавили погоню, воспользовавшись попутным ветром, чтобы увеличить темп. Разница сократилась до 42 секунд к концу третьего часа гонки, и из-за накопившегося износа Курто и Гамунди уступили первыми, оставив тройку впереди с преимуществом в 1 минуту и 8 секунд. Однако напор пелотона был непрекращающимся, и к моменту проезда через Альмеримар разница сократилась до 29 секунд. Развязка была отмечена финальной битвой между отрывом и пелотоном. На последних километрах отрыв терял силы, пока только Веркуйи сопротивлялся с минимальным преимуществом в десять секунд, достигнув Эль-Парадора. Но в конце концов он был нейтрализован в 19 километрах от финиша и оставил все на усмотрение спринтеров. Имея компактный состав и не имея возможности для дальнейших атак, Cofidis, Lotto и XDS-Astana возглавили пелотон, подготовив финальный спринт в поисках победы, которая досталась самому «умному» в классе, бельгийцу Cofidis Милану Фретину.

## Результаты
| \| Генеральная классификация \| Генеральная классификация \| Генеральная классификация \| Генеральная классификация \| Генеральная классификация \| \| Гонщик \| Гонщик \| Команда \| Время \| \| \| ------------------------- \| ------------------------- \| ------------------------- \| ------------------------- \| ------------------------- \| \| 1-й \| Милан Фретин \| Cofidis \| 4ч 25' 47 \| \| \| 2-й \| Макс Кантер \| XDS Astana Team \| + 0 \| \| \| 3-й \| Эмильен Жаньер \| Team TotalEnergies \| + 0 \| \| \| 4-й \| Арно Де Ли \| Lotto \| + 0 \| \| \| 5-й \| Джованни Лонарди \| Team Polti VisitMalta \| + 0 \| \| \| 6-й \| Фабиан Линхард \| Tudor Pro Cycling Team \| + 0 \| \| \| 7-й \| Альберто Дайнезе \| Tudor Pro Cycling Team \| + 0 \| \| \| 8-й \| Мануэль Пеньяльвер \| Team Polti VisitMalta \| + 0 \| \| \| 9-й \| Юрий Лейтау \| Caja Rural-Seguros RGA \| + 0 \| \| \| 10-й \| Орлуис Аулар \| Movistar Team \| + 0 \| \| |                    |                        |           |
| |                    |                        |           |
| Источник: ProCyclingStats |                    |                        |           |
| Генеральная классификация |                    |                        |           |
| Гонщик | Гонщик             | Команда                | Время     |
| 1-й | Милан Фретин       | Cofidis                | 4ч 25' 47 |
| 2-й | Макс Кантер        | XDS Astana Team        | + 0       |
| 3-й | Эмильен Жаньер     | Team TotalEnergies     | + 0       |
| 4-й | Арно Де Ли         | Lotto                  | + 0       |
| 5-й | Джованни Лонарди   | Team Polti VisitMalta  | + 0       |
| 6-й | Фабиан Линхард     | Tudor Pro Cycling Team | + 0       |
| 7-й | Альберто Дайнезе   | Tudor Pro Cycling Team | + 0       |
| 8-й | Мануэль Пеньяльвер | Team Polti VisitMalta  | + 0       |
| 9-й | Юрий Лейтау        | Caja Rural-Seguros RGA | + 0       |
| 10-й | Орлуис Аулар       | Movistar Team          | + 0       |